# Maria Flechtenmacher
Maria Flechtenmacher (nacida como Maria Mavrodin, Bucarest, 1838-Bucarest, 1888) fue una escritora, traductora, actriz de teatro, publicista y pedagoga rumana.

## Biografía
Sus padres fueron Costache y Anica Mavrodin. Estudió en escuelas privadas exclusivas para alumnado femenino.
Entre 1850-1853 fue actriz, después de contraer matrimonio con el compositor Alexandru Flechtenmacher, continuó como la profesora de declamación en el Instituto Industrial de chicas Asilo Elena Doamna. En 1871, publicó su libro Poesías y prosa. Entre 1878 y 1881 fue redactora de la revista para las mujeres La Mujer Rumana y activista para los derechos de las mujeres. Falleció el 14 de agosto de 1888.